# Пыльд, Хелле
Хелле Пыльд (эст. Helle Põld; 1928—1987) — советская художница по стеклу, приобретшая известность в качестве дизайнера и автора декоративных решений для изделий из стекла и хрусталя созданных за время работы на Ленинградском заводе художественного стекла.

## Биография
Хелле Пыльд родилась в 1928 году в селе Мэтскюла Вильяндийского уезда Эстонии в семье педагогов. Она училась в Таллине на отделении обработки стекла в Государственном художественном институте Эстонской ССР и после окончания института в 1953 году переехала в Ленинград по приглашению Высшего художественно-промышленного училища имени В. И. Мухиной, где стала мастером по обучению студентов гравировке и пескоструйной обработке стекла. Через три года в 1956 году Хелле Пыльд перешла на работу на Ленинградский завод художественного стекла.
В первые годы на Ленинградском заводе художественного стекла она была мастером по пескоструйной обработке, а с 1960 года стала художником завода. Хелле Пыльд проработала на заводе около тридцати лет.
Хелле Пыльд умерла в 1987 году.

## Творчество
Для творчества Хелле Пыльд характерно использование различных техник алмазной грани, пескоструйной обработки, гранения, матовой гравировки, декорирования цветными налепами. Она придерживалась реалистической трактовки рисунка, проявляя мастерство и изобретательность в манере и приемах исполнения. Для раннего периода творчества характерно стремление передать творческие идеи используя различные декоративные решения, но со временем она начинает уделять пристальное внимание и форме изделия, что ещё больше проявило индивидуальный творческий почерк художницы.
В 1970-80х годах Хелле Пыльд обращается к созданию авторского стекла.
За время работы на Ленинградском заводе художественного стекла ею были спроектированы многочисленные вазы для цветов, наборы для вина, блюда, наборы бокалов, фужеры, салатницы, пепельницы, сувенирная продукция и прочее.
Среди работ автора ваза «Электрификация» (1967), набор для вина «Комета» (1965), сервизы «Коктейль» (1973) и «Магнолия» (1975).
Работы Хелле Пыльд представлены в собрании музея художественного стекла на Елагином острове в ЦПКиО им. С. М. Кирова в Санкт-Петербурге и Эстонском музее прикладного искусства и дизайна.

### Награды
1961 — Бронзовая медаль ВДНХ (Ваза «Кисет», набор ваз «Бабочки», набор «Квадраты», ваза «Ежики», набор «Досуг», набор «Лист»).